# 단흘레이 메데이루스 모레이라
단흘레이 메데이루스 모레이라(포르투갈어: Danrlei Medeiros Moreira, 1995년 11월 21일~)는 브라질의 축구 선수이다. 포지션은 공격수이다. 현재 K리그2의 FC 안양 소속이다. K리그 등록명은 단레이이다.

## 참고 문헌
- “KFA 통합 경기 정보 시스템”. 대한축구협회.
- “K리그 데이터 포털”. 한국프로축구연맹.
- “단흘레이 메데이루스 모레이라”. 《FC 안양》. 안양시민프로축구단.